# Ivan Tsichan
Ivan Ryhoravitj Tsichan (belarusiska: Іва́н Рыго́равіч Ці́хан, łacinka: Ivan Ryhoravič Cichan; ryska: Ива́н Григо́рьевич Ти́хон, Ivan Grigorjevitj Tichon), född 24 juli 1976 i Slonim, Vitryska SSR, Sovjetunionen, är en belarusisk friidrottare (släggkastare). 
Tsichans genombrott kom när han slutade på fjärde plats vid Olympiska sommarspelen 2000 i Sydney med ett kast på 79,17. Efter några misslyckade mästerskap, VM 2001 där han blev utslagen i kvalet och EM 2002 där han blev nia, blev VM 2003 en framgång där han vann guld. 
Som regerande världsmästare var en han en av favoriterna inför Olympiska sommarspelen 2004 i Aten men väl där fick han se sig besegrad av Koji Murofushi, Tsichan diskvalificerades dock flera år senare och blev fråntagen silvermedaljen. Vid VM 2005 försvarade Tsichan sitt VM-guld när han kastade 83,89 men diskades många år senare. Samma år noterade han sitt personliga rekord på 86,73 en centimeter från världsrekordet som Jurij Sedych innehar. 
Vid EM i Göteborg 2006 blev han Europamästare men diskades även i denna tävling många år senare på grund av dopningsbrott. Vid VM 2007 blev han åter världsmästare när han kastade 83,63.  
Ivan Tsichan tog brons i de olympiska sommarspelen 2008. Efter tävlingen lämnade han ett positiv dopningsprov med den förbjudna substansen testosteron. Även landsmannen Vadim Devjatovskij lämnade ett liknande dopningsprov. Båda överklagade avstängningarna till Idrottens skiljedomstol  som i juni 2010 hävde avstängningarna med hänvisningar till bristande provtagningsrutiner och skillnader mellan A- och B-prov. 
Efter en omtestning i maj 2012 av Tsichans dopningstest från OS 2004 upptäcktes förbjudna substanser och hans resultat i OS 2004 ströks. I april 2014 meddelade  IAAF att Tsichans alla tävlingsresultat mellan augusti 2004 och augusti 2006 hade strukits.

## Persondata
- Längd - 185 cm
- Vikt - 105 kg
- Personbästa - 86,73 m

## Fotnoter
1. ↑  IOC investigating silver and bronze medalists in hammer throw September 4, 2008, Sport Illustrated
2. ↑  Pressmeddelande 10 juni 2010 Arkiverad 12 mars 2012 hämtat från the Wayback Machine. Idrottens skiljedomstol, engelska: VADIM DEVYATOVSKIY & IVAN TSIKHAN CASE:
THE COURT OF ARBITRATION FOR SPORT (CAS) UPHOLDS THE APPEALS OF THE BELARUSIAN ATHLETES